# Patrick Larkin
Patrick Larkin is een Amerikaans auteur van techno-thrillers.
Hij studeerde Engels aan de Universiteit van Chicago.
Larkins carrière als schrijver van techno-thrillers startte in 1987 met de samenwerking met Larry Bond.
Hun eerste gezamenlijke werk De invasie van de Rode Feniks (Red Phoenix) verscheen in 1989.